# We Believe (Good Charlotte)
We Believe è un brano musicale dei Good Charlotte, pubblicato il 3 ottobre 2005 quarto singolo estratto dall'album in studio The Chronicles of Life and Death.

## Video musicale
Il video è stato diretto da Sam Erickson.

## Tracce
1. We Believe – 3:51
2. We Believe (radio mix) – 3:45